# Eurya sandwicensis
Ānini (Eurya sandwicensis) là một loài thực vật có hoa thuộc họ Camellia, Theaceae, là loài đặc hữu của Hawaiʻi. Chúng hiện đang bị đe dọa vì mất môi trường sống.